# Timáliovec
Timáliovec (Pomatostomus) je rod zpěvných ptáků, jediný rod čeledi timáliovcovití (Pomatostomidae), která je jedinou čeledí infrařádu Pomatostomida. Žijí v pěti druzích v Austrálii a na Nové Guineji. Timáliovci jsou převážně stálí a velmi společenští ptáci. Žijí v hlučných skupinách čítajících dvacet až třicet ptáků (rodiny nebo skupiny rodin), které společně sbírají potravu, nocují, koupou se v prachu apod. Obvykle létají jen nízko z úkrytu do úkrytu nebo běhají po zemi. Živí se převážně hmyzem, jsou však všežraví a v jejich potravě najdeme také např. malé plazy, semena nebo plody rostlin.

## Fylogeneze a taxonomie
Timáliovci jsou jednou ze skupin, která se oddělila od hlavní vývojové linie pěvců před jejím rozdělením na Corvida a Passerida, proto jsou řazeni k tzv. parakorvidům. Společně s kosíkovitými (Potamostomidae) jsou poslední takovou čeledí; timáliovci jsou možná jejich sesterskou skupinou.

### Recentní druhy
- timáliovec rezavý (Pomatostomus isidorei) – Nová Guinea, jediný lesní druh
- timáliovec šedotemenný (Pomatostomus temporalis) – Austrálie, jižní Nová Guinea
- timáliovec hnědý (Pomatostomus superciliosus) – Austrálie
- timáliovec bělobrvý (Pomatostomus halli) – Austrálie
- timáliovec pruhokřídlý (Pomatostomus ruficeps) – Austrálie